# Moses Quinby
Pour les articles homonymes, voir Quinby.
Moses Quinby (ou parfois Quimby) (16 avril 1810 - 27 mai 1875) est un apiculteur américain ayant fortement contribué à la science de l'apiculture.
Il a en particulier inventé l'enfumoir moderne à soufflet.

## Jeunesse et débuts en apiculture
Moses Quinby est né le 16 avril 1810 (certaines sources indiquent le 15 avril ou le 16 juillet, mais le 16 avril est le plus souvent cité) à Chappaqua (ou New Castle), dans le comté de Westchester, New York, au sein d'une famille Quaker. Ses parents étaient William et Hannah Sands Quinby. Vers 1820-1822, sa famille déménage dans le comté de Greene, New York.
À l'âge de 18 ans, en 1828, tout en travaillant sur un tour et d'autres équipements de menuiserie dans une scierie, il commence à s'intéresser à l'apiculture. Ses compétences en menuiserie lui furent utiles pour fabriquer son propre matériel apicole. Très tôt, il conçoit une ruche avec des côtés en verre et des volets en bois pour observer les abeilles, et il développe le concept précoce des hausses en perçant un trou au sommet d'une de ses ruches pour permettre aux abeilles d'accéder à une boîte séparée pour stocker le surplus de miel.
Après un voyage dans l'Ohio, il s'installe finalement à St. Johnsville, dans le comté de Montgomery, New York, vers 1853. Il y établit sa famille et son exploitation apicole sur un site historique, le champ de bataille de Klock's Fields.

## Contributions majeures à l'apiculture
Quinby était un observateur astucieux du comportement des abeilles et se décrivait comme un "apiculteur pratique". Ses contributions ont révolutionné les pratiques apicoles de son époque.

### Inventions et innovations
- Enfumoir à soufflet: L'invention la plus célèbre de Quinby est l'enfumoir à soufflet moderne en 1873 (certaines sources mentionnent 1870). Cet outil, qui permet de calmer les abeilles en masquant leurs phéromones d'alarme avec de la fumée, a rendu l'apiculture beaucoup plus sûre et efficace.

- Extracteur de miel: Il est crédité d'avoir construit l'un des premiers extracteurs de miel centrifuges sur le continent nord-américain, basé sur l'invention de l'Autrichien Franz von Hruschka.

- Couteau à désoperculer: Quinby a également mis au point le premier couteau pratique pour enlever les opercules de cire des rayons de miel avant l'extraction . Quinby et Root furent les premiers à commercialiser un couteau à désoperculer à pointe incurvée.

- Ruche "New Quinby Hive": Il a développé la "New Quinby Hive", une amélioration de la ruche Langstroth, qui utilisait des cadres mobiles et des "Quinby Hive Clamps" pour maintenir les corps de ruche ensemble. Il a également travaillé sur l'utilisation de la cire gaufrée en feuilles complètes et a développé des rayons profonds.

- Voile d'apiculteur: Bien qu'il n'ait pas inventé le voile, il a apporté des modifications utiles au modèle Alexander.

- Substitut de pollen: Moses fut parmi les premiers à développer un substitut de pollen composé de sarrasin, de seigle et de sciure de bois.

## Méthodes et pratiques
- Gestion des colonies: Quinby gérait un grand nombre de colonies, allant jusqu'à 1200 à une certaine période, avant l'invention de l'automobile.

- Traitement de la loque américaine: Dès 1835, il a reconnu la loque américaine (sans distinguer les formes américaine et européenne) et a préconisé des méthodes pour la combattre qui évitaient la destruction systématique des colonies et du matériel, bien que ses méthodes n'aient pas toujours été couronnées de succès face à la persistance des spores de la maladie. Il a notamment initié la méthode du "shake-off" (transvasement par secouage) pour traiter cette maladie, bien que le crédit en ait été plus tard attribué à McCarty.

- Pionnier des hausses (Supering): Il a été un pionnier dans l'utilisation des hausses pour la récolte du miel.

## Publications
Moses Quinby a commencé à écrire son livre en 1851 et a publié la première édition de "Mysteries of Bee-Keeping Explained, Being a Complete Analysis of the Whole Subject" en 1853. Ce livre, basé sur plus de vingt ans d'expérience, est devenu un ouvrage de référence pour les apiculteurs, souvent qualifié de "bible de l'apiculture" . Il y critiquait plusieurs types de ruches brevetées et expliquait ses propres méthodes. Après sa rencontre avec Lorenzo Langstroth, peu après la publication de leurs livres respectifs, il reconnut la valeur de la ruche Langstroth et modifia rapidement la sienne, qui devint connue sous le nom de ruche Langstroth-Quinby.
Le livre a connu plusieurs éditions, y compris des éditions posthumes révisées par son gendre, Lyman C. Root, sous le titre "Quinby's New Beekeeping: The Mysteries of Bee-Keeping Explained" à partir de 1879. Quinby fut également un contributeur fréquent à la littérature apicole, publiant de nombreux articles dans des revues agricoles et apicoles comme l'American Bee Journal.

## Apiculture commerciale et élevage de reines
Quinby est considéré comme le premier à avoir fait de l'apiculture une véritable profession et le "Père de l'apiculture commerciale en Amérique" . En 1865, il expédia 11 tonnes de miel à New York.
En 1859, l'abeille italienne (Apis mellifera ligustica) fut introduite avec succès aux États-Unis, alors qu'auparavant seule l'abeille noire européenne (Apis mellifera mellifera) était disponible. Quinby fut l'un des premiers apiculteurs américains à élever cette nouvelle souche, réputée plus douce, plus tolérante au froid et plus prolifique.
En 1862, peut-être en raison du manque de main-d'œuvre pendant la guerre de Sécession et du départ de son partenaire et neveu Thomas Underhill, Quinby réduisit le nombre de ses ruches pour se concentrer sur l'élevage de reines italiennes et la vente de paquets d'abeilles et de reines. Dès 1868, il proposa d'expédier des reines par la poste sur de courtes distances, bien que cette pratique ait été rapidement interdite par les autorités postales avant de redevenir courante plus tard.

## Rôle dans les organisations apicoles
Moses Quinby a joué un rôle fondateur dans les organisations apicoles. En 1868, il fonda la New York State Bee-Keepers’ Association, dont les statuts furent adoptés le 10 mars 1870. En 1872, cette organisation devint la Northeastern Bee-Keepers’ Association, et Quinby en fut le président jusqu'à sa mort en 1875. Il fut également président de la North American Beekeepers' Association pendant un an à partir de 1871.

## Héritage et philosophie
La philosophie de Quinby était basée sur le partage libre de ses connaissances et inventions. Il ne breveta aucune de ses inventions (à l'exception d'un peigne artificiel en métal qui fut un échec) et ne déposa pas de droits d'auteur sur ses écrits, estimant que son savoir devait profiter à tous les apiculteurs. Il organisait régulièrement des démonstrations, expliquant ses méthodes et répondant aux questions.
Il est décédé le 27 mai 1875 à St. Johnsville, New York, financièrement à l'aise, ayant vécu la majeure partie de ses 65 ans grâce à ses abeilles.

## Ouvrages
- (en) Mysteries of bee-keeping explained : Being a complete analysis of the whole subject, New York, C. M. Saxton, 1853, 378 p.